# Katrin Saarsalu-Layachi
Katrin Saarsalu-Layachi (nascida a 10 de janeiro de 1967 em Tallinn) é uma diplomata da Estónia.
Em 1990 formou-se em Direito pela Universidade de Tartu. Desde 1991 trabalha no Ministério dos Negócios Estrangeiros da Estónia.
Entre 1996 e 1999 foi Conselheira na Representação Permanente da Estónia junto da União Europeia. Depois, entre 1999 e 2003, foi Directora Geral do Departamento de Integração Europeia do Ministério dos Negócios Estrangeiros da Estónia.
De 2003 a 2009 ela foi Embaixadora da Estónia na Áustria, Eslovénia, Eslováquia e Suíça.
Prémios:
- 2004: Ordem da Estrela Branca, III classe[2]